# Christoffer Nordenrot
Ola Christoffer Nordenrot (født 9. marts 1986 i Täby) er en svensk skuespiller og manuskriptforfatter. Han studerede ved Teaterhögskolan i Malmö fra 2009 til 2012 og har medvirket i mere end 60 film og tv-serier.

## Udvalgt filmografi
- Kenny begins (2009)
- Uskyldigt dømt (tv-serie, 2009)
- Generation krig (kortfilm, 2010)
- Fjällbacka-mordene - Beskuerens øje (2012)
- Inkognito (tv-serie, 2013)
- Wallander (tv-serie, 2013)
- Blå øjne (tv-serie, 2014-2015)
- Jönssonligan - Den perfekta stöten (2015)
- Boy Machine (tv-serie, 2015)
- En mand der hedder Ove (2015)
- Fortidens spor (tv-serie, 2017)
- Den blomstertid nu kommer (2018)
- Sune – Best Man (2019)
- Box 21 (tv-serie, 2020)
- Suedi (2021)
- Clark (tv-serie, 2022)
- Håkan Bråkan (2022)
- Håkan Bråkan 2 (2024)
- Håkan Bråkan 003 (2025)